# Text teatral

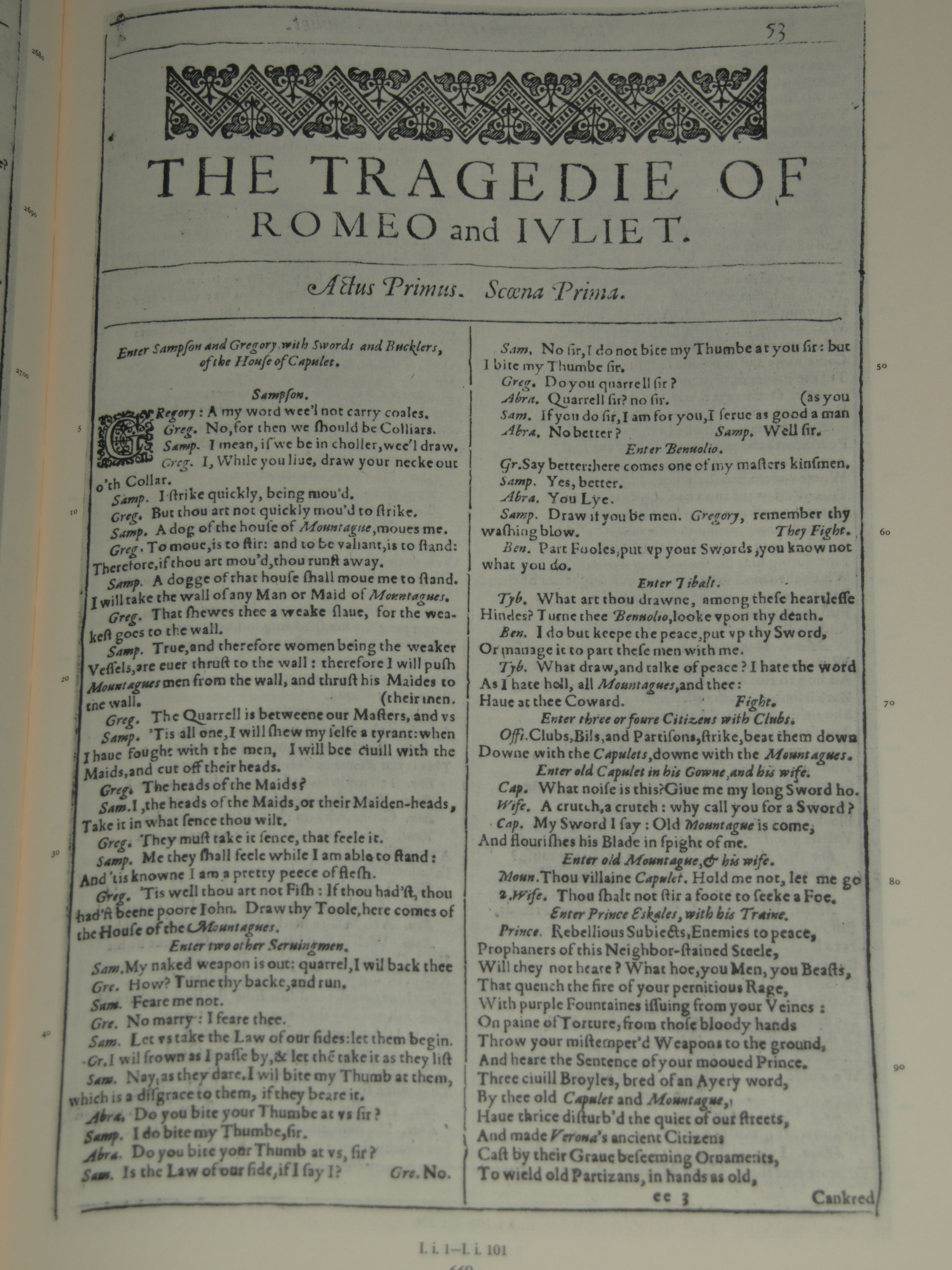
Primera pàgina del text de Romeu i Julieta, segle XVI

El text teatral o text dramàtic és en les arts escèniques el conjunt de paraules i frases que poden aparéixer, directament en llenguatge verbal, en un espectacle. El text pot ser pla o en forma de diàleg, en poesia o prosa, pot ser dit en directe pels personatges que estan a escena, aparéixer en forma de veu en off, en un suport audiovisual o en forma escrita de diverses maneres, a l'escenografia, en subtítols, en fulletons o material de suport, etc. El text pot ser d'un o més autors, escollit pel director o els intèrprets de la companyia, que també en poden ser els creadors. Una obra teatral pot tenir text o no tenir-ne. Altres elements dramàtics, a més del text, són el gest, el moviment, els desplaçaments, la música i altres efectes sonors, els objectes, l'espai escènic, el vestuari, l'escenografia i la il·luminació, per exemple.
Des del punt de vista de la literatura, el text teatral se n'ha considerat un gènere, tot i que al contrari que la prosa, per exemple, ha estat estudiat únicament com una petita "incrustació, amb prou feines". El fet que l'obra només adquireixi plena vigència en la representació determina a més el caràcter distintiu de l'escriptura dramàtica respecte a altres gèneres literaris. La majoria dels grans dramaturgs de tots els temps, des dels clàssics grecs a figures del renaixement i del barroc com William Shakespeare, Molière i Pedro Calderón de la Barca, o més modernament Bertolt Brecht, van basar les seves creacions en un coneixement directe i profund dels recursos escènics i interpretatius.
Sovint els estudis teòrics teatrals han separat el text teatral del conjunt de l'espectacle, sent parts d'estudis filosòfics, filològics, semiòtics, antropològics o sociològics, per exemple.

## Tipus de textos teatrals

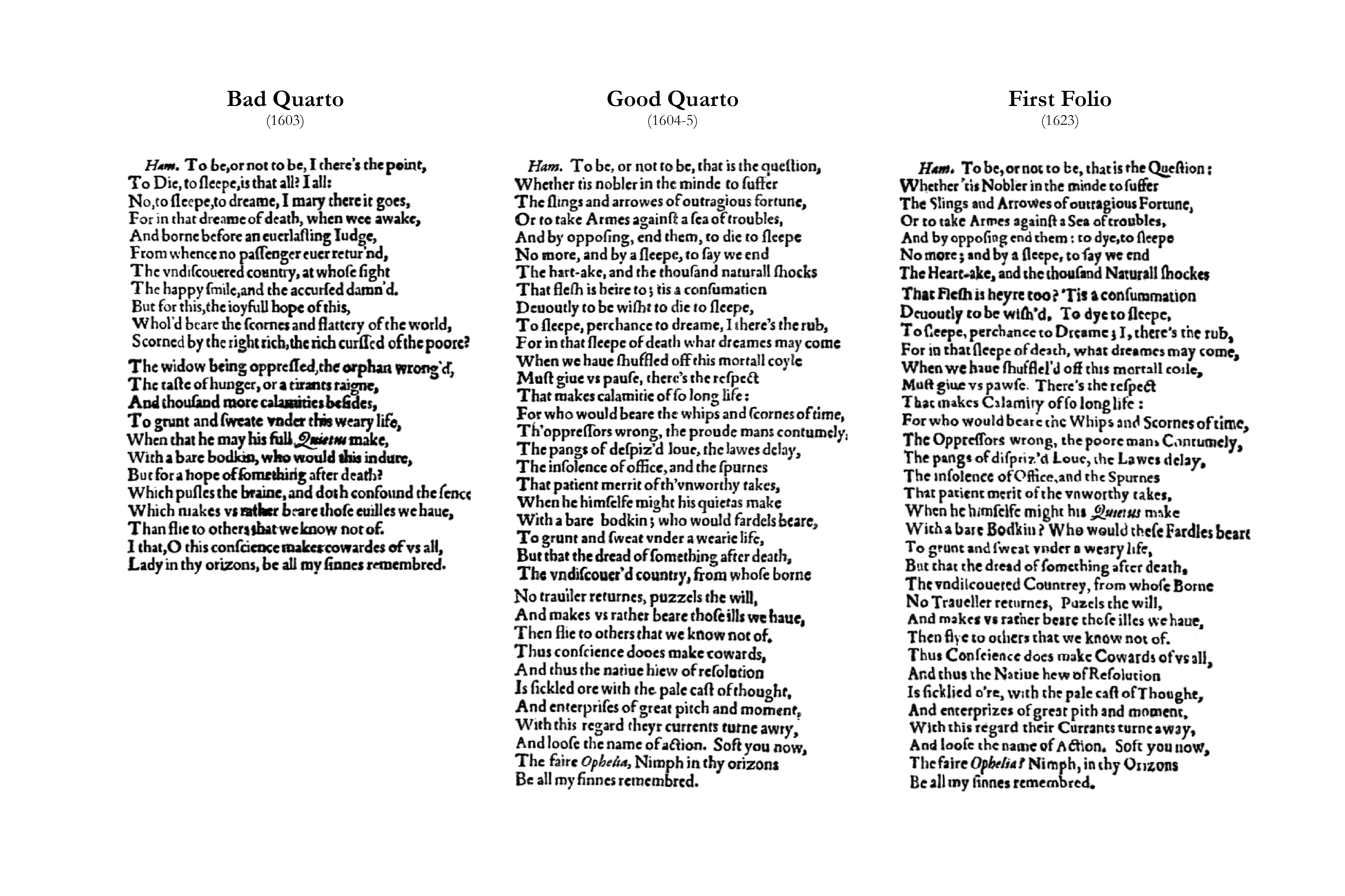
Tres versions del cèlebre soliloqui "Ser o no ser", corresponents a les respectives tres primeres edicions del text Hamlet

Els textos dramàtics clàssics s'escriuen usualment en forma de diàleg directe en primera persona, podent-se afegir acotacions, mencionant entrades, sortides o algunes accions, en cursiva o entre parèntesis. En la tradició occidental, el text s'ha considerat en èpoques passades la peça essencial del teatre, anomenat "l'art de la paraula", i s'han escrit algunes peces per a ser llegides, no presentades. En les cultures orientals tampoc és sempre el text el centre d'una obra teatral. Un text representat, sense res més, no és teatre, ni l'intèrpret és un actor sinó en tot cas un orador.
Existeixen diverses classes de diàlegs als textos teatrals:
- Col·loqui: És un diàleg entre diversos interlocutors, en el que els discursos solen ser oposats.
- Monòleg: És un diàleg en el qual parla una sola persona. Des del punt de vista literari només hi ha una persona que pren la paraula. Des del punt de vista escènic, alguns corrents consideren que perquè sigui monòleg, en una representació, cal que la persona que parla sigui l'unic personatge a escena (tècnicament, una escena unipersonal), ja que la comunicació entre personatges va més enllà de la paraula pura, podent haver-hi personatges muts, amordaçats, malalts, silenciosos o que en aquell moment no parlin per qualsevol motiu. Una actuació d'un actor sol, sense paraules, pot dir-se un "monòleg mut" o, més tècnicament, una escena unipersonal sense text, o sense paraules.
- Soliloqui: És un monòleg on un personatge parla amb si mateix. A la comèdia dramàtica dels segles xvi i xvii era un recurs perquè un personatge pogués comunicar el seu pensament o sentiments al públic.
- Apart: Petit monòleg que se sostreu convencionalment de la percepció dels altres personatges. Qui el pronuncia se sol dirigir al públic (tot i que no sempre és així) per expressar idees que no vol que altres personatges sentin.
- Apel·lació: És un discurs adreçat directament al públic, trencant l'anomenada "quarta paret".

## El text a l'escena contemporània

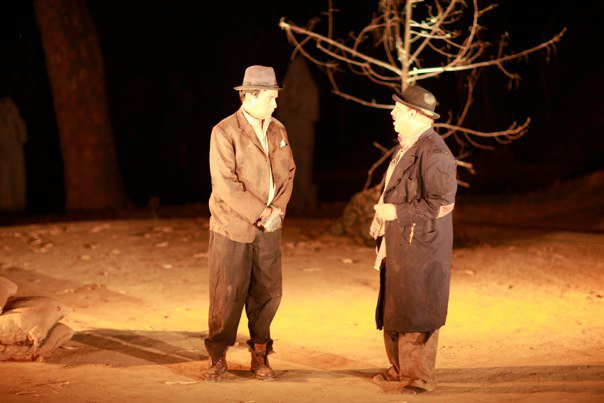
El text de Tot esperant Godot de Samuel Beckett està escrit en un to grotesc, absurd i transcendent, tractant el tema de la incomunicació en un espai i temps indeterminats i sense història.

Igual que a les arts plàstiques, a partir dels anys seixanta del segle XX les arts escèniques a Europa van viure una revolució que va trencar amb les representacions tradicionals i el psicologisme i l'estètica realista que es valorava fins aleshores. Aquests canvis van afectar totes les arts escèniques.
La dansa es va renovar totalment, incorporant accions físiques i text dramàtic en diverses formes, incloent-hi la veu. Els directors teatrals també van començar a experimentar amb la relació dels intèrprets amb el text, que pot ser independent del cos, per exemple en l'ús de la veu en off. Els dramaturgs van establir noves relacions dels personatges amb l'espai, el temps i el llenguatge escènics, van deslligar el gest de la paraula, van valorar els silencis i les paraules no dites, van acostar el text a la parla quotidiana, el van fer més ritual, en van buscar l'essència, la musicalitat, el ritme i també el van desconstruir. A més, a partir del 1968 els espectacles de creació col·lectiva es produïen sense un text inicial. Les arts audiovisuals s'hi van anar incorporant i prenent protagonisme, a més de tota mena de tecnologia, influint en les maneres de mostrar el text, la seva forma i la relació amb l'espai, les màquines, els intèrprets i el públic.

## Globalització
D'altra banda, cada vegada és més habitual que algunes produccions es presentin en diferents països, utilitzant subtítols i traduccions, o amb espectacles sense paraules, o amb paraules que no necessiten ser enteses per a comprendre l'espectacle.